# Grande Prêmio do Barém de 2020
O Grande Prêmio do Barém de 2020 (formalmente denominado Formula 1 Gulf Air Bahrain Grand Prix 2020) foi a décima quinta etapa do campeonato de 2020 da Fórmula 1. Foi disputado em 29 de novembro de 2020 no Circuito Internacional do Barém, em Sakhir, Barém.

## Relatório

### Antecedentes
Portões Fechado
O Grande Prêmio do Barém de Fórmula 1 de 2020 foi realizado com portões fechados por causa do surto de coronavírus. A decisão foi comunicada em 8 de março de 2020. "Em consulta com nossos parceiros internacionais e a força-tarefa de saúde do reino (do Barém), decidimos realizar o Grande Prêmio com a presença apenas de participantes do evento", diz a nota emitida pelo governo do Barém.
O governo do Barém tem adotado medidas severas para limitar o avanço do coronavírus e considerou que um grande público para a prova de Fórmula 1 poderia atrapalhar a execução dessas medidas.

### Treino classificatório

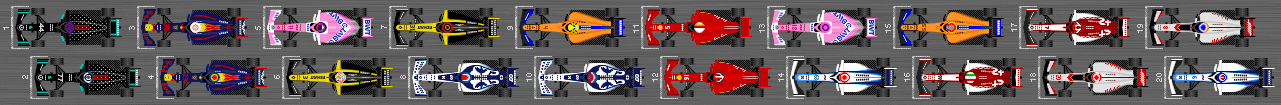
Grid de Largada

Q1
Q2
Q3

### Corrida
Na largada, Lewis Hamilton partiu na frente e Max Verstappen tracionou melhor ainda para assumir a segunda posição e Sergio Pérez em terceiro, Romain Grosjean escapou na saída da curva 3, perdeu o controle do carro após tocar na AlphaTauri de Daniil Kvyat e bateu forte no muro. Com o impacto, o bólido simplesmente explodiu em chamas.
Imediatamente a corrida foi interrompida.
Segundos depois do acidente assustador, veio a tensão pela falta de imagens da batida e de informações sobre Grosjean. O franco-suíço, contudo, nasceu de novo e conseguiu sair de um carro completamente destruído. Romain foi amparado mancando pelos membros da equipe médica da FIA antes de ser encaminhado para mais exames.
As imagens depois do acidente foram ainda mais aterrorizantes e mostraram o quanto Grosjean levou sorte, muita sorte ao escapar da batida. O carro rachou no meio e se partiu em dois com o impacto no guard rail antes de pegar fogo, com a dianteira sendo esmagada pelas lâminas de aço. Romain foi salvo por milagre e também pelo halo e pela célula de segurança no cockpit.
A Haas informou que Grosjean sofreu pequenas queimaduras nas mãos e nos tornozelos, mas que seu estado clínico era ok. Gunther Steiner, chefe da equipe norte-americana, falou pouco depois. “Ele está ok. Obviamente, está abalado e vai passar por todas as avaliações. Quero agradecer às equipes de resgate, que foram muito rápidas. Os fiscais e o pessoal da FIA fizeram um ótimo trabalho”.
Segundo informação da FIA, Grosjean ficou inacreditáveis 27s em meio às chamas antes de ter sido resgatado. O impacto da batida foi estimado em 53G. Com suspeita de fratura nas costelas, o piloto foi encaminhado a um hospital do Barém para maiores exames. A direção de prova anunciou que a interrupção da corrida levaria pelo menos 45 minutos. Tudo para que fossem feitos os reparos necessários para que a prova pudesse ser reiniciada.
Alan van der Merwe, piloto do carro médico da Fórmula 1, se mostrou impressionado pelo que viu. “Em 12 anos, nunca vi tanto fogo em um carro assim. Foram poucos segundos, mas parecia uma eternidade. Levou um pouco para entender o que estava acontecendo. Grosjean conseguiu sair do carro por conta própria. Só conseguimos ficar aliviados quando voltamos e vimos que ele estava bem”.
Pouco depois, na esteira de todos os reparos e da substituição do guard rail completamente destruído para um novo muro de proteção, a direção de prova anunciou que a corrida seria retomada a partir de 12h35 (horário de Brasília).
A direção de prova determinou a ordem do grid para a nova largada com Hamilton na pole, Verstappen em segundo, Pérez em terceiro e Bottas na quarta posição, enquanto Alexander Albon era o quinto, com Daniel Ricciardo na sexta colocação. As equipes aproveitaram a permissão da FIA pelo regulamento com bandeira vermelha e fizeram a troca de pneus. A maioria dos competidores optou pelos pneus médios para iniciar a prova, enquanto Pierre Gasly e Sebastian Vettel optaram por trocar os compostos duros pelos médios.
Na segunda largada foi dada em meio a um anticlímax por tudo o que aconteceu uma hora e meia antes. Os cinco primeiros colocados do grid mantiveram suas respectivas posições no recomeço. Só que o carro de segurança foi acionado pela direção de prova porque, após contato com a AlphaTauri de Kvyat, Lance Stroll capotou o carro. Por sorte, tudo bem com o canadense, mas o piloto foi mais um a abandonar a conturbada prova.
Em meio a tantos incidentes, Bottas teve um pneu furado e precisou ir aos boxes para fazer um pit stop não programado, com a Mercedes calçando pneus duros para a sequência da corrida.
E Vettel se mostrou enormemente irritado com a manobra de Charles Leclerc na relargada. Os dois quase bateram na curva 1, e o tetracampeão teve de recuar para evitar o choque. “De novo! Ele não pode simplesmente fazer isso, como se eu não estivesse lá. É a mesma coisa da Áustria, sério. Desta vez… deveria ter batido, talvez tivesse sido a melhor opção”, disparou.
A nova relargada, desta vez sem sustos, aconteceu na volta 9. Hamilton manteve a dianteira sem dificuldades, com Verstappen em segundo e Pérez vindo em terceiro, sendo seguido por Albon e Norris. Pouco depois, Leclerc, em sétimo lugar, não conseguiu sustentar a colocação e foi ultrapassado pela McLaren de Carlos Sainz, com pneus macios, e pela Renault de Daniel Ricciardo. Na volta 13, o monegasco caiu para décimo após ter sido superado pela AlphaTauri de Kvyat.
O russo foi considerado culpado por causado a batida em Stroll e recebeu uma punição de 10s. Quem também tinha problemas era Vettel, que reclamava de uma Ferrari “inguiável”. O alemão estava em 18º e último lugar com 15 voltas disputadas.
Àquela altura, as equipes começaram a chamar os pilotos para seus primeiros pit-stops. Com 20 voltas, Hamilton entrou nos boxes para fazer a troca para um novo jogo de pneus médios, assim como Albon. Verstappen assumiu a liderança, com Pérez em segundo. Mas o heptacampeão logo voltou à dianteira na volta seguinte. Max e ‘Checo’ tinham uma estratégia diferente e colocaram pneus duros para o próximo stint da prova, talvez tentando não parar mais.
Quem fazia enorme atuação era Sainz, que subiu para a sexta colocação da prova depois de fazer outra grande ultrapassagem, daquela vez, na volta 28, em cima da Renault de Esteban Ocon. O espanhol já tinha conquistado nove colocações ao longo da corrida. Pérez também sustentava uma bela performance e seguia em terceiro, de pneus duros, à frente da Red Bull de Albon, que estava com os compostos médios.
De olho na briga pelo terceiro lugar do Mundial de Construtores contra Racing Point e McLaren, a Renault lançou mão de uma ordem de equipe para tentar algo a mais na corrida. Por isso, pediu a Ocon que deixasse Ricciardo passar e assumir a sétima posição depois de um pedido do próprio australiano.
Lá na frente, Hamilton liderava com boa folga e em momento algum era incomodado por Verstappen, seguindo para mais uma vitória na Fórmula 1. Já a outra Mercedes, de Bottas, entrava na zona de pontuação depois de passar Leclerc na volta 33.
Na volta 35, a Red Bull chamou seus pilotos para mais uma rodada de pit-stops. Verstappen e Albon calçaram outro novo jogo de pneus duros para ir até o fim da disputa. Na volta seguinte, foi a vez de Hamilton ser chamado pela Mercedes para sua parada. Pneus duros também para o heptacampeão. Pérez foi para a troca na volta 37, em ótimo trabalho da Racing Point. O mexicano voltou à frente de Albon, mas atrás das McLaren de Norris e Sainz, mas os dois pilotos também teriam de fazer mais uma parada.
Depois de mais um pit-stop, Ocon e Ricciardo voltaram a disputar posição, a décima da corrida, com o francês lutando para seguir à frente do seu companheiro de equipe. Pérez seguia ganhando terreno depois de passar Sainz e tomar a quarta posição, enquanto Hamilton seguia na dianteira mesmo queixando-se de vibrações na sua Mercedes.
Sainz lamentou, de novo, por um problema alheio ao seu controle no fim de semana. O espanhol foi ‘derrubado’ de novo pela McLaren em um pit-stop na prova e voltou à pista em sétimo lugar, bem atrás de Norris. Mesmo assim, Carlos fez nova ultrapassagem em cima de Leclerc, que se arrastava antes de outra troca de pneus.
Com o pódio praticamente assegurado, Verstappen e a Red Bull optaram por colocar pneus médios nas últimas voltas da corrida para tentar garantir a volta mais rápida da noite e, consequentemente, o ponto extra.
Tudo estava pronto para mais uma festa da Racing Point na temporada com outro pódio de Pérez, mas o motor Mercedes do carro do mexicano ‘abriu o bico’ e fez um pódio ir pelos ares. Albon herdou o terceiro lugar em resultado que representa um alento e também enorme sorte ao longo da disputa.
Ao fim de 57 voltas, em regime de safety-car e com bandeira amarela, Hamilton cruzou a linha de chegada na frente e fechou uma tensa noite de domingo por tudo o que representou o terrível acidente sofrido por Grosjean.
Pós-corrida
Romain Grosjean gravou um vídeo em um dos seus perfis de redes sociais para tranquilizar os fãs sobre seu estado de saúde. O piloto francês aproveitou a oportunidade para exaltar o Halo, o dispositivo de proteção de cabeça na Fórmula 1 que parece ter sido fundamental para que o piloto saísse do carro sem ferimentos mais graves.

Oi, pessoal. Só queria dizer que estou bem, mais ou menos bem. Obrigado pelas mensagens. Eu não era fã do Halo, mas sem ele eu não conseguiria estar aqui falando com vocês hoje. Obrigado a todos os profissionais envolvidos no resgate e espero que possa voltar a responder as mensagens de vocês em breve.

Romain Grosjean, em sua conta oficial no Instagram
Em comunicado emitido pela equipe, foi afastada a possibilidade inicial de fraturas pelo corpo. Contudo, Grosjean dormirá no hospital para tratar as queimaduras sofridas em ambas as mãos.
Ainda não há previsão de alta, muito menos de quando Grosjean voltará a pilotar um carro. Trata-se de uma corrida contra o relógio, já que a Fórmula 1 volta à ativa já nesta semana, correndo no anel externo do traçado de Sakhir. Na semana seguinte, sem intervalos, a temporada 2020 se encerra com o Grande Prêmio de Abu Dhabi.

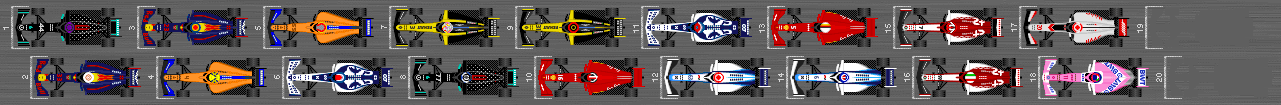
Resultado da Corrida

Acidente de Romain Grosjean no YouTube

## Pneus
| Nome do composto | Cor | Banda de rolamento | Condições de Tempo | Dry Type                           | Aderência       | Longevidade   |
| ---------------- | --- | ------------------ | ------------------ | ---------------------------------- | --------------- | ------------- |
| Macio (C4)       |     | Slick (P Zero)     | Seco               | Soft                               | Mais aderência  | Menos durável |
| Médio (C3)       |     | Slick (P Zero)     | Seco               | Medium                             | Médio           | Médio         |
| Duro (C2)        |     | Slick (P Zero)     | Seco               | Hard                               | Menos aderência | Mais durável  |
| Intermediário    |     | Sulcos (Cinturato) | Molhado            | Intermediate (água não estagnante) | —               | —             |
| Chuva            |     | Sulcos (Cinturato) | Molhado            | Wet (água estagnante)              | —               | —             |

| Escolhas de Pneus de cada piloto para o GP do Barém: | Escolhas de Pneus de cada piloto para o GP do Barém: | Escolhas de Pneus de cada piloto para o GP do Barém: | Escolhas de Pneus de cada piloto para o GP do Barém: | Escolhas de Pneus de cada piloto para o GP do Barém: | Escolhas de Pneus de cada piloto para o GP do Barém: |
| ---------------------------------------------------- | ---------------------------------------------------- | ---------------------------------------------------- | ---------------------------------------------------- | ---------------------------------------------------- | ---------------------------------------------------- |
| Nº                                                   | Pilotos                                              | Equipe(s)                                            | Duro                                                 | Médio                                                | Macio                                                |
| 44                                                   | Lewis Hamilton                                       | Mercedes                                             |                                                      |                                                      |                                                      |
| 77                                                   | Valtteri Bottas                                      | Mercedes                                             |                                                      |                                                      |                                                      |
| 5                                                    | Sebastian Vettel                                     | Ferrari                                              |                                                      |                                                      |                                                      |
| 16                                                   | Charles Leclerc                                      | Ferrari                                              |                                                      |                                                      |                                                      |
| 23                                                   | Alexander Albon                                      | Red Bull-Honda                                       |                                                      |                                                      |                                                      |
| 33                                                   | Max Verstappen                                       | Red Bull-Honda                                       |                                                      |                                                      |                                                      |
| 3                                                    | Daniel Ricciardo                                     | Renault                                              |                                                      |                                                      |                                                      |
| 31                                                   | Esteban Ocon                                         | Renault                                              |                                                      |                                                      |                                                      |
| 8                                                    | Romain Grosjean                                      | Haas-Ferrari                                         |                                                      |                                                      |                                                      |
| 20                                                   | Kevin Magnussen                                      | Haas-Ferrari                                         |                                                      |                                                      |                                                      |
| 55                                                   | Carlos Sainz Jr.                                     | McLaren-Renault                                      |                                                      |                                                      |                                                      |
| 4                                                    | Lando Norris                                         | McLaren-Renault                                      |                                                      |                                                      |                                                      |
| 11                                                   | Sergio Pérez                                         | Racing Point-BWT Mercedes                            |                                                      |                                                      |                                                      |
| 18                                                   | Lance Stroll                                         | Racing Point-BWT Mercedes                            |                                                      |                                                      |                                                      |
| 7                                                    | Kimi Raikkonen                                       | Alfa Romeo Racing-Ferrari                            |                                                      |                                                      |                                                      |
| 99                                                   | Antonio Giovinazzi                                   | Alfa Romeo Racing-Ferrari                            |                                                      |                                                      |                                                      |
| 10                                                   | Pierre Gasly                                         | AlphaTauri-Honda                                     |                                                      |                                                      |                                                      |
| 26                                                   | Daniil Kvyat                                         | AlphaTauri-Honda                                     |                                                      |                                                      |                                                      |
| 63                                                   | George Russell                                       | Williams-Mercedes                                    |                                                      |                                                      |                                                      |
| 6                                                    | Nicholas Latifi                                      | Williams-Mercedes                                    |                                                      |                                                      |                                                      |

## Resultados

### Treino classificatório
| Pos.                     | Nº | Piloto             | Construtor                | Q1       | Q2       | Q3       | Grid |
| ------------------------ | -- | ------------------ | ------------------------- | -------- | -------- | -------- | ---- |
| 1                        | 44 | Lewis Hamilton     | Mercedes                  | 1:28.343 | 1:27.586 | 1:27.264 | 1    |
| 2                        | 77 | Valtteri Bottas    | Mercedes                  | 1:28.767 | 1:28.063 | 1:27.553 | 2    |
| 3                        | 33 | Max Verstappen     | Red Bull Racing-Honda     | 1:28.885 | 1:28.025 | 1:27.678 | 3    |
| 4                        | 23 | Alexander Albon    | Red Bull Racing-Honda     | 1:28.732 | 1:28.749 | 1:28.274 | 4    |
| 5                        | 11 | Sergio Pérez       | Racing Point-BWT Mercedes | 1:29.178 | 1:28.894 | 1:28.322 | 5    |
| 6                        | 3  | Daniel Ricciardo   | Renault                   | 1:29.005 | 1:28.648 | 1:28.417 | 6    |
| 7                        | 31 | Esteban Ocon       | Renault                   | 1:29.203 | 1:28.937 | 1:28.419 | 7    |
| 8                        | 10 | Pierre Gasly       | AlphaTauri-Honda          | 1:28.971 | 1:29.008 | 1:28.448 | 8    |
| 9                        | 4  | Lando Norris       | McLaren-Renault           | 1:29.464 | 1:28.877 | 1:28.542 | 9    |
| 10                       | 26 | Daniil Kvyat       | AlphaTauri-Honda          | 1:29.158 | 1:28.944 | 1:28.618 | 10   |
| 11                       | 5  | Sebastian Vettel   | Ferrari                   | 1:29.142 | 1:29.149 | N/A      | 11   |
| 12                       | 16 | Charles Leclerc    | Ferrari                   | 1:29.137 | 1:29.165 | N/A      | 12   |
| 13                       | 18 | Lance Stroll       | Racing Point-BWT Mercedes | 1:28.679 | 1:29.557 | N/A      | 13   |
| 14                       | 63 | George Russell     | Williams-Mercedes         | 1:29.294 | 1:31.218 | N/A      | 14   |
| 15                       | 55 | Carlos Sainz Jr.   | McLaren-Renault           | 1:28.975 | No time  | N/A      | 15   |
| 16                       | 99 | Antonio Giovinazzi | Alfa Romeo-Ferrari        | 1:29.491 | N/A      | N/A      | 16   |
| 17                       | 7  | Kimi Räikkönen     | Alfa Romeo-Ferrari        | 1:29.810 | N/A      | N/A      | 17   |
| 18                       | 20 | Kevin Magnussen    | Haas-Ferrari              | 1:30.111 | N/A      | N/A      | 18   |
| 19                       | 8  | Romain Grosjean    | Haas-Ferrari              | 1:30.138 | N/A      | N/A      | 19   |
| 20                       | 6  | Nicholas Latifi    | Williams-Mercedes         | 1:30.182 | N/A      | N/A      | 20   |
| Tempo dos 107%: 1:34.527 |    |                    |                           |          |          |          |      |
| Fonte:                   |    |                    |                           |          |          |          |      |

### Corrida
| Pos.                                                                             | Nu. | Piloto             | Construtor                | Voltas | Tempo/Retirado | Grid | Pontos |
| -------------------------------------------------------------------------------- | --- | ------------------ | ------------------------- | ------ | -------------- | ---- | ------ |
| 1                                                                                | 44  | Lewis Hamilton     | Mercedes                  | 57     | 2:59:47.515    | 1    | 25     |
| 2                                                                                | 33  | Max Verstappen     | Red Bull Racing-Honda     | 57     | +1.254         | 3    | 191    |
| 3                                                                                | 23  | Alexander Albon    | Red Bull Racing-Honda     | 57     | +8.005         | 4    | 15     |
| 4                                                                                | 4   | Lando Norris       | McLaren-Renault           | 57     | +11.337        | 9    | 12     |
| 5                                                                                | 55  | Carlos Sainz Jr.   | McLaren-Renault           | 57     | +11.787        | 15   | 10     |
| 6                                                                                | 10  | Pierre Gasly       | AlphaTauri-Honda          | 57     | +11.942        | 8    | 8      |
| 7                                                                                | 3   | Daniel Ricciardo   | Renault                   | 57     | +19.368        | 6    | 6      |
| 8                                                                                | 77  | Valtteri Bottas    | Mercedes                  | 57     | +19.680        | 2    | 4      |
| 9                                                                                | 31  | Esteban Ocon       | Renault                   | 57     | +22.803        | 7    | 2      |
| 10                                                                               | 16  | Charles Leclerc    | Ferrari                   | 56     | +1 volta       | 12   | 1      |
| 11                                                                               | 26  | Daniil Kvyat       | AlphaTauri-Honda          | 56     | +1 volta       | 10   |        |
| 12                                                                               | 63  | George Russell     | Williams-Mercedes         | 56     | +1 volta       | 14   |        |
| 13                                                                               | 5   | Sebastian Vettel   | Ferrari                   | 56     | +1 volta       | 11   |        |
| 14                                                                               | 6   | Nicholas Latifi    | Williams-Mercedes         | 56     | +1 volta       | 20   |        |
| 15                                                                               | 7   | Kimi Räikkönen     | Alfa Romeo-Ferrari        | 56     | +1 volta       | 17   |        |
| 16                                                                               | 99  | Antonio Giovinazzi | Alfa Romeo-Ferrari        | 56     | +1 volta       | 16   |        |
| 17                                                                               | 20  | Kevin Magnussen    | Haas-Ferrari              | 56     | +1 volta       | 18   |        |
| 182                                                                              | 11  | Sergio Pérez       | Racing Point-BWT Mercedes | 53     | Motor          | 5    |        |
| Ret                                                                              | 18  | Lance Stroll       | Racing Point-BWT Mercedes | 2      | Colisão        | 13   |        |
| Ret                                                                              | 8   | Romain Grosjean    | Haas-Ferrari              | 0      | Colisão        | 19   |        |
| Volta mais Rapída: Max Verstappen (Red Bull Racing-Honda) – 1:32.014 (48º volta) |     |                    |                           |        |                |      |        |
| Fonte:                                                                           |     |                    |                           |        |                |      |        |

Notas
- ↑1  – Inclui um ponto para a volta mais rápida.
- ↑2  – Sergio Pérez foi classificado por ter completado mais de 90% da distância da corrida.

## Curiosidades
- Quinta corrida na história a ser encerrada com o carro de segurança.
- Foi o segundo ano consecutivo (2019 e 2020) que o Grande Prêmio do Barém terminou atrás do carro de segurança.
- A Mercedes conquista sua 115ª vitória na Fórmula 1 e ultrapassa o número de vitórias da equipe Williams (114).
- A Red Bull Racing coloca os seus dois pilotos no pódio pela primeira vez desde o Grande Prêmio do Japão de 2017.
- Foi a última corrida de Romain Grosjean na Fórmula 1.
- Última corrida de Everaldo Marques como narrador na Fórmula 1.

## Voltas na liderança
| Nº de Voltas | Piloto         | Voltas      |
| ------------ | -------------- | ----------- |
| 56           | Lewis Hamilton | 1-19, 21-57 |
| 1            | Max Verstappen | 20          |

## 2020DHLFastest Pit Stop Award

### Resultado
| 1      | 23 | Alexander Albon    | Red Bull-Honda            | 2.16 | 25 |
| 2      | 63 | George Russell     | Williams-Mercedes         | 2.16 | 18 |
| 3      | 33 | Max Verstappen     | Red Bull-Honda            | 2.25 | 15 |
| 4      | 99 | Antonio Giovinazzi | Alfa Romeo Racing-Ferrari | 2.29 | 12 |
| 5      | 6  | Nicholas Latifi    | Williams-Mercedes         | 2.33 | 10 |
| 6      | 31 | Esteban Ocon       | Renault                   | 2.35 | 8  |
| 7      | 44 | Lewis Hamilton     | Mercedes                  | 2.43 | 6  |
| 8      | 11 | Sergio Pérez       | Racing Point-BWT Mercedes | 2.55 | 4  |
| 9      | 26 | Daniil Kvyat       | AlphaTauri-Honda          | 2.62 | 2  |
| 10     | 77 | Valtteri Bottas    | Mercedes                  | 2.65 | 1  |
| Fonte: |    |                    |                           |      |    |

### Classificação
| Tabela do DHL Fastest Pit Stop Award \| Pos \| Construtor \| Pontos \| \| --- \| ------------------------- \| ------ \| \| 1 \| Red Bull-Honda \| 499 \| \| 2 \| Williams-Mercedes \| 232 \| \| 3 \| Mercedes \| 207 \| \| 4 \| Alfa Romeo Racing-Ferrari \| 148 \| \| 5 \| Renault \| 100 \| \| 6 \| McLaren-Renault \| 87 \| \| 7 \| AlphaTauri-Honda \| 82 \| \| 8 \| Ferrari \| 79 \| \| 9 \| Racing Point-BWT Mercedes \| 62 \| \| 10 \| Haas-Ferrari \| 3 \| |                           |        |
| Pos | Construtor                | Pontos |
| 1 | Red Bull-Honda            | 499    |
| 2 | Williams-Mercedes         | 232    |
| 3 | Mercedes                  | 207    |
| 4 | Alfa Romeo Racing-Ferrari | 148    |
| 5 | Renault                   | 100    |
| 6 | McLaren-Renault           | 87     |
| 7 | AlphaTauri-Honda          | 82     |
| 8 | Ferrari                   | 79     |
| 9 | Racing Point-BWT Mercedes | 62     |
| 10 | Haas-Ferrari              | 3      |

## Tabela do campeonato após a corrida
Somente as cinco primeiras posições estão incluídas nas tabelas.
| Pos | Piloto           | Pontos | Var |
| --- | ---------------- | ------ | --- |
| 1   | Lewis Hamilton   | 332    | 0   |
| 2   | Valtteri Bottas  | 201    | 0   |
| 3   | Max Verstappen   | 189    | 0   |
| 4   | Daniel Ricciardo | 102    | 2   |
| 5   | Sergio Pérez     | 100    | 1   |

| Pos | Construtor                | Pontos |   |
| --- | ------------------------- | ------ | - |
| 1   | Mercedes                  | 533    |   |
| 2   | Red Bull Racing-Honda     | 274    |   |
| 3   | McLaren-Renault           | 171    | 1 |
| 4   | Racing Point-BWT Mercedes | 154    | 1 |
| 5   | Renault                   | 144    |   |